# Pseudautomeris brasiliensis
Pseudautomeris brasiliensis är en fjärilsart som beskrevs av Walker 1855. Pseudautomeris brasiliensis ingår i släktet Pseudautomeris och familjen påfågelsspinnare. Inga underarter finns listade i Catalogue of Life.